# Glück im Winkel

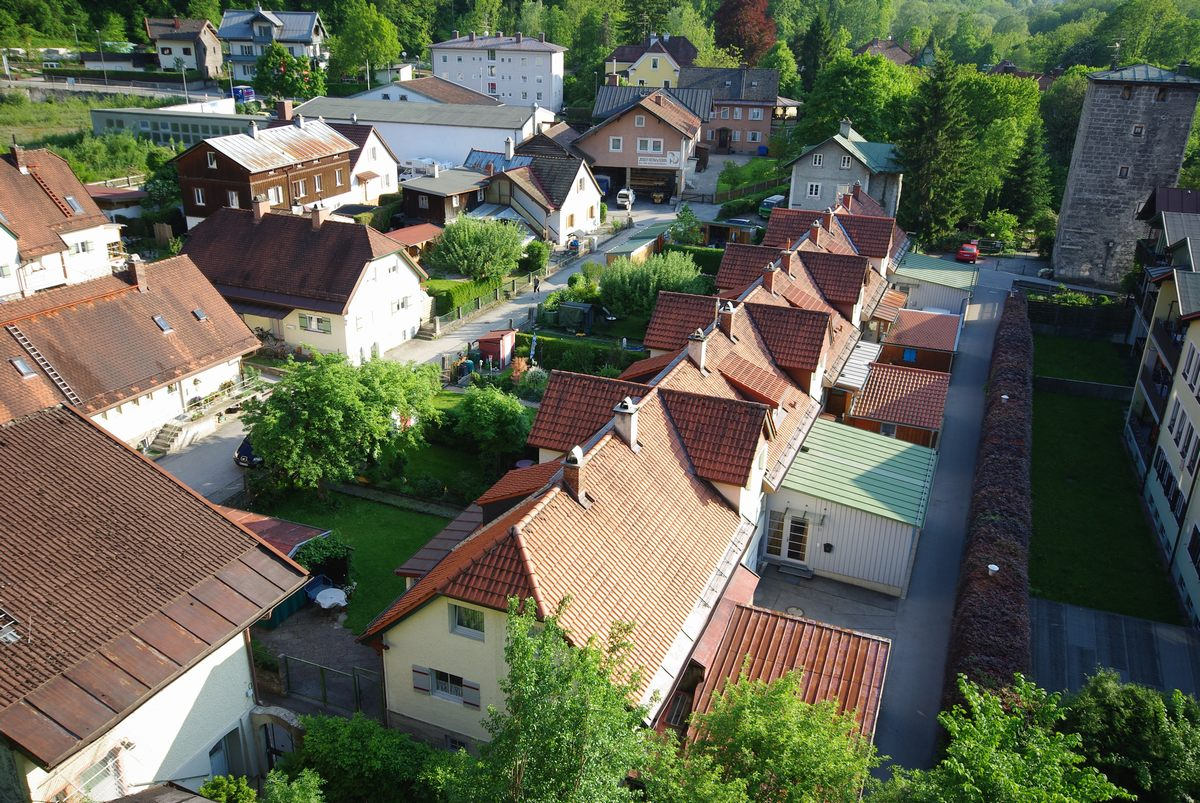
Siedlungsanlage Glück im Winkel

Glück im Winkel ist eine gemeinnützige Siedlungsanlage in der oberbayerischen Stadt Bad Reichenhall. Die Zugänge zu den Gebäuden bilden zudem die Straße Glück im Winkel.
Die Gebäude stehen unter Denkmalschutz und sind unter der Nummer D-1-72-114-30 in die Bayerische Denkmalliste eingetragen.

## Geschichte
Glück im Winkel wurde zwischen 1919 und 1925 durch die Gemeinnützige Baugenossenschaft Bad Reichenhall errichtet. Ausführender Architekt war Karl Burkhart. Miterbauer war Bürgermeister Sebastian Stolz, der auch Mitbegründer der Gemeinnützigen Baugenossenschaft war.
Der Luftangriff auf Bad Reichenhall am 25. April 1945 galt nachweislich den Bahnhöfen der Bahnstrecke Bad Reichenhall–Berchtesgaden. Da sich die Siedlungsanlage in direkter Nachbarschaft des Kirchberger Bahnhofes befindet, wurde auch diese in Mitleidenschaft gezogen. Das Haus 3 erlitt schwere Schäden, das Haus 4 mittlere und die Häuser 5, 6 und 7 leichte Schäden.

## Beschreibung
Glück im Winkel besteht insgesamt aus drei Teileinheiten. Markant ist die Reihe von erdgeschossigen Wohnhäusern (Haus Nummer 3–12) im Westen mit Zwerchgiebeln, vorgelagerten kleinen Hausgärten und Holzschuppen. Auf der östlichen Seite befinden sich drei aufgelockerte Gruppen von erdgeschossigen Reihenhäusern (Haus Nummer 1+2, 15–17 sowie 18–20) ähnlich denen der Westseite. Den nördlichen Abschluss direkt am Gruttenstein unterhalb des Pulverturms bildet ein größeres Wohnhaus (Haus Nummer 13+14) im alpenländischen Heimatstil.

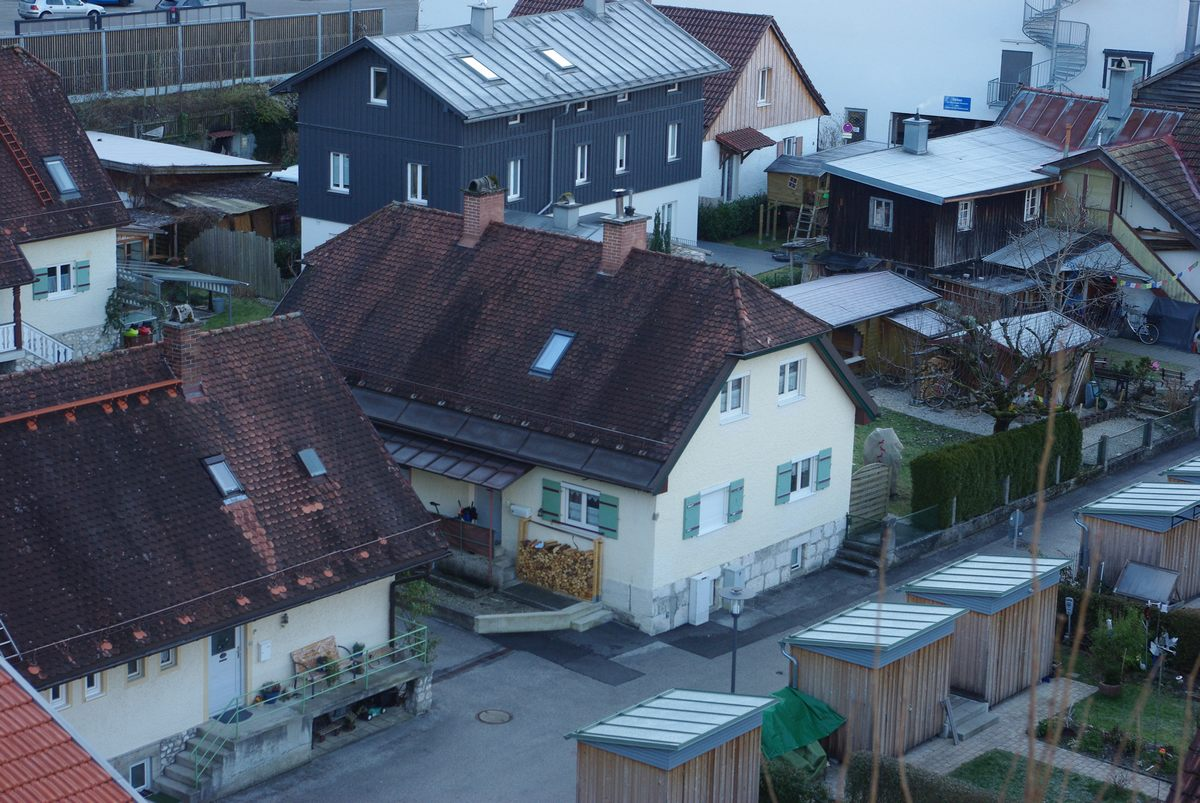
Haus Nr. 1 und 2
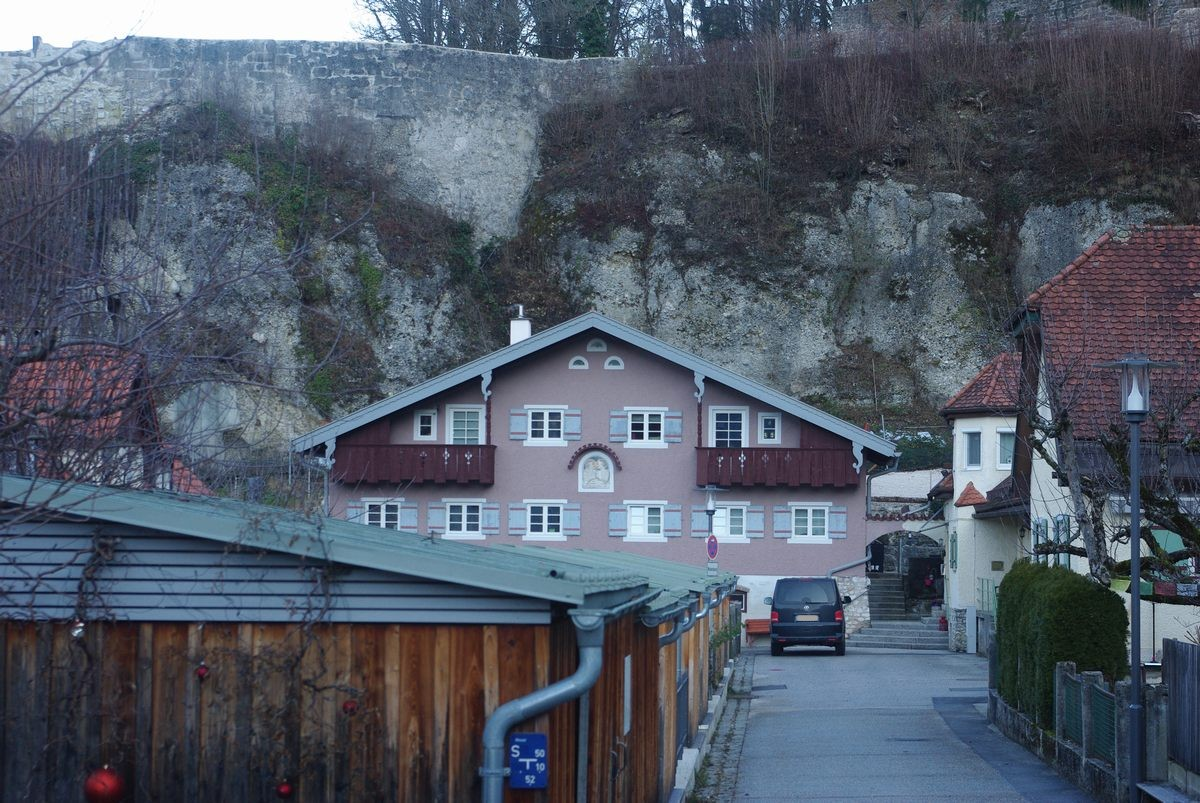
Haus Nr. 13/14
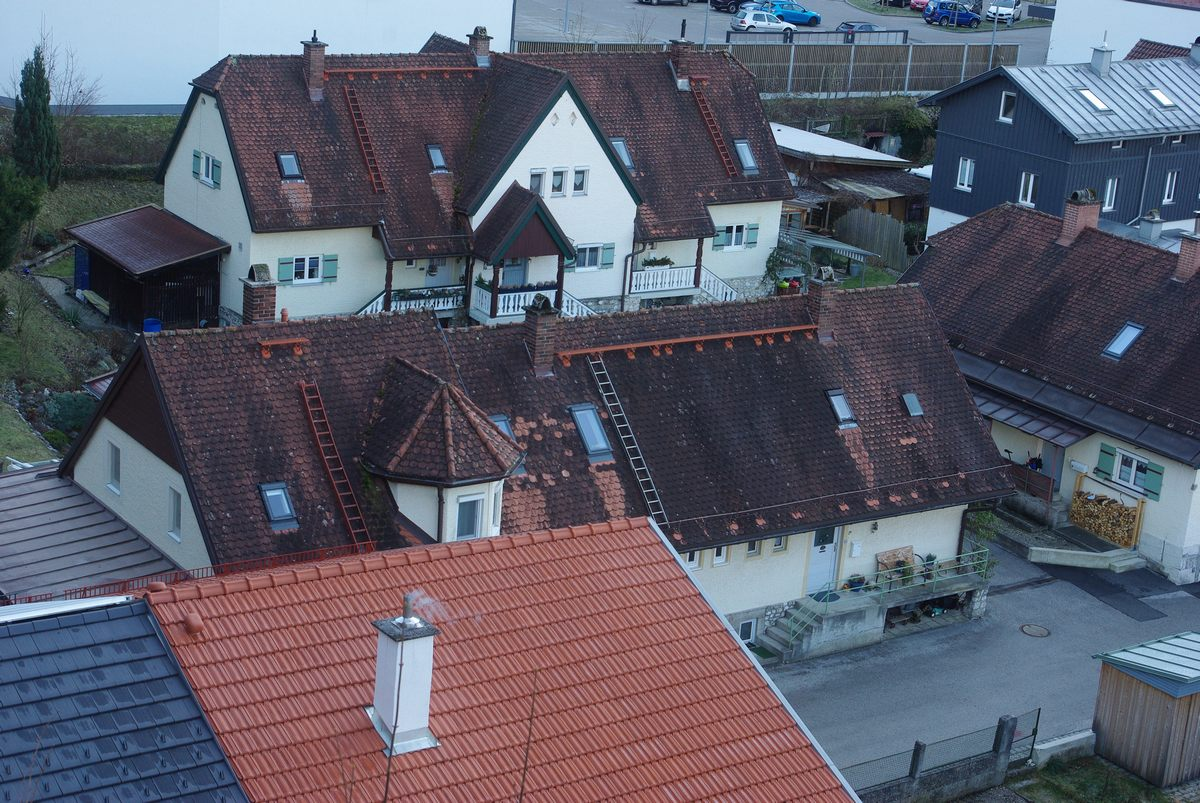
Häuser 15–17 (Bildmitte) und 18–20 (hinten)

## Lage

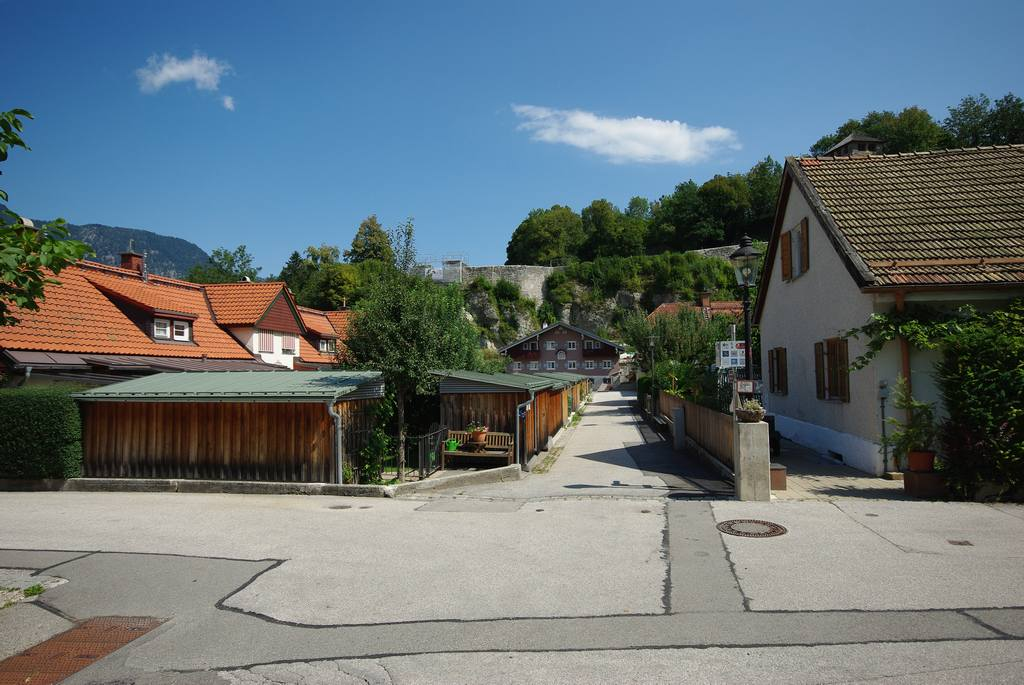
Ansicht von Süden, östlicher Zugang

Glück im Winkel zweigt in nördlicher Richtung von der Peter-und-Paul-Gasse am Peter-und-Paul-Turm ab und führt bogenförmig auf diese zurück. Glück im Winkel ist nicht vollständig zum Befahren mit mehrspurigen Fahrzeugen geeignet. In nördlicher Richtung wird die Anlage durch den Gruttenstein begrenzt, in westlicher Richtung grenzt sie an das Ensemble Obere Stadt. Im Bereich von Glück im Winkel verlief ein Teil der historischen Stadtmauer zwischen dem Pulverturm und dem Peter-und-Paul-Turm. Direkt am Peter-und-Paul-Turm befand sich ein gleichnamiges Stadttor.